# 车辋镇 (合江县)
车辋镇，是中华人民共和国四川省泸州市合江县下辖的一个乡镇级行政单位。

## 行政区划
车辋镇下辖以下地区：
车辋社区、先操村、灯塔村、先锋村、新桥村、旧桥村、五明村、人和村、永利村和金龙村。